# Подорож місіс Шелтон
«Подорож місіс Шелтон» — радянський художній телефільм 1975 року, знятий на Одеській кіностудії.

## Сюжет
Радянський теплохід, зафрахтований англійською туристичною фірмою, вирушає з Лондона у навколосвітнє плавання. Конкуруюча фірма готує на пароплаві провокацію.
Місіс Шелтон, дізнавшись, що їй зраджує чоловік, вирушає у цей круїз, щоб пережити трагедію на самоті. Але в дорозі на неї чекає чимало пригод, в результаті яких рішуча і винахідлива місіс знаходить нове щастя і нову любов…

## У ролях
- Валентина Тализіна — місіс Елен Шелтон
- Геннадій Бортников — містер Джон Іттінг
- Мікаела Дроздовська — Наташа Гай-Гаєвська
- Григорій Шпігель — Дарлінг, директор круїзу
- Арніс Ліцитіс — Габріель, чоловік Наташі (озвучив Олексій Сафонов)
- Володимир Талашко — Кравченко, капітан теплохода (озвучив Олексій Сафонов)
- Всеволод Сафонов — Караваєв, судновий лікар
- Тетяна Серебрякова — Зоя, стюардеса
- Василь Кирбижеков — старший механік
- Володимир Довейко — сищик зі Скотланд-Ярду (озвучив Юрій Саранцев)
- В. Кисельов — епізод
- Л. Шепченя — епізод
- Наталія Аксьонова — епізод
- В. Запуніді — пасажир

## Знімальна група
- Режисер — Радомир Василевський
- Сценарист — Рудольф Отколенко
- Оператор — Василь Кирбижеков
- Композитор — Віктор Власов
- Художник — Валентин Гідулянов